# Люб'язь
Лю́б'язь (місцеве населення його й досі називає «Льб'язь») — село в Україні, у Любешівській селищній громаді Камінь-Каширського району Волинської області. Населення становить 1061 осіб.
Перша письмова згадка про село відноситься до 1366 року.
12 жовтня 2012 року відбулося урочисте відкриття сільського клубу з участю Першого заступника Голови Верховної Ради України Адама Мартинюка.
У селі проводиться фестиваль «Поліська регата».

## Історія
У 1793—1921 роках село знаходилося у складі Любешівської волості Пінського повіту Мінської губернії.

## Населення
Згідно з переписом УРСР 1989 року чисельність наявного населення села становила 1036 осіб, з яких 492 чоловіки та 544 жінки.
За переписом населення України 2001 року в селі мешкало 1048 осіб.

### Мова
Розподіл населення за рідною мовою за даними перепису 2001 року:
| Мова       | Відсоток |
| ---------- | -------- |
| українська | 99,62 %  |
| білоруська | 0,19 %   |
| російська  | 0,09 %   |

## Видатні люди

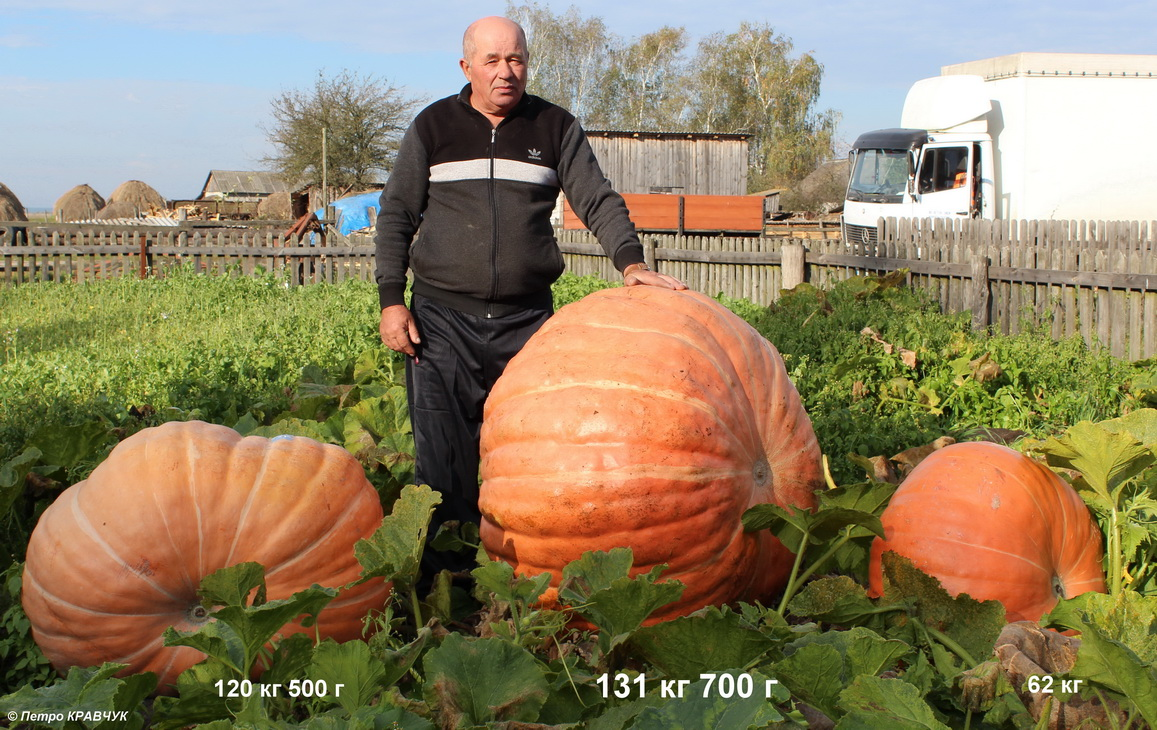
Григорій Абрамович з рекордним українським гарбузом вагою 131 кг 700 г (2014 р., сорт Атлантичний гігант Діла)

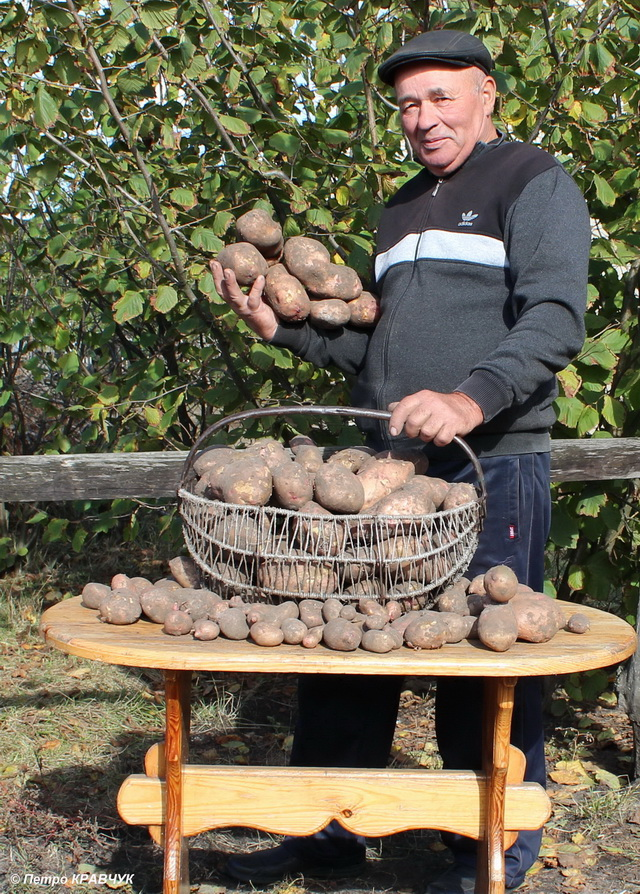
Григорій Абрамович з рекордним урожаєм від однієї картоплини (сорт Слов'янка) — 25 кг 820 г.

- Абрамович Григорій Миколайович — знаний український городник, майстер із вирощування рекордних городніх культур.
- Герець Михайло Іванович  — діяч української діаспори у США, член уряду Української Народної Республіки в екзилі.
- Корець Роман Миколайович — старший лейтенант Збройних сил України, учасник російсько-української війни.
- Павлючик Надія — найкраща медсестра України (переможниця у Всеукраїнському конкурсі професійної майстерності)[6]

## Почесні громадяни Люб'язя
Володимир Іванович Аманов — повний кавалер ордена Слави, учасник визволення села Люб'язь від нацистів у липні 1944 року (почесне звання присвоєно 1984 року).

## Найкращі досягнення трудівників села
У селі працює багато хліборобів, які досягли рекордних успіхів. Так:
- Абрамович Григорій Миколайович у 2014 році на присадибній ділянці виростив найбільшого в Україні гарбуза сорту «Атлантичний гігант Діла» вагою 131 кг 700 г.[8][9][10] У 2016 році він зібрав найбільший в Україні урожай з однієї картоплини (сорт Слов'янка) — 25 кг 820 г.[11][12] Його кормова бруква, вагою 9,5 кілограма, вирощена у 1998 році, занесена до «Книги рекордів Волині», як найкраще досягнення волинських хліборобів.[13]
- Абрамович Василь Миколайович виростив найбільший в Україні кошик соняшника, який мав діаметр 47 сантиметрів. Рекордсмен 17 вересня 1995 року демонструвався у Любешові на виставці, присвяченій Дню селища.[14]
- Абрамович Анастасія Миколаївна виростила у 1999 році найбільшу на Волині цибулину вагою 940 грамів.[15]
- Корець Лариса Григорівна у 1999 році виростила найбільший на Волині плід перцю овочевого (солодкого) вагою 300 грамів.[16]